# Portée (zoologie)

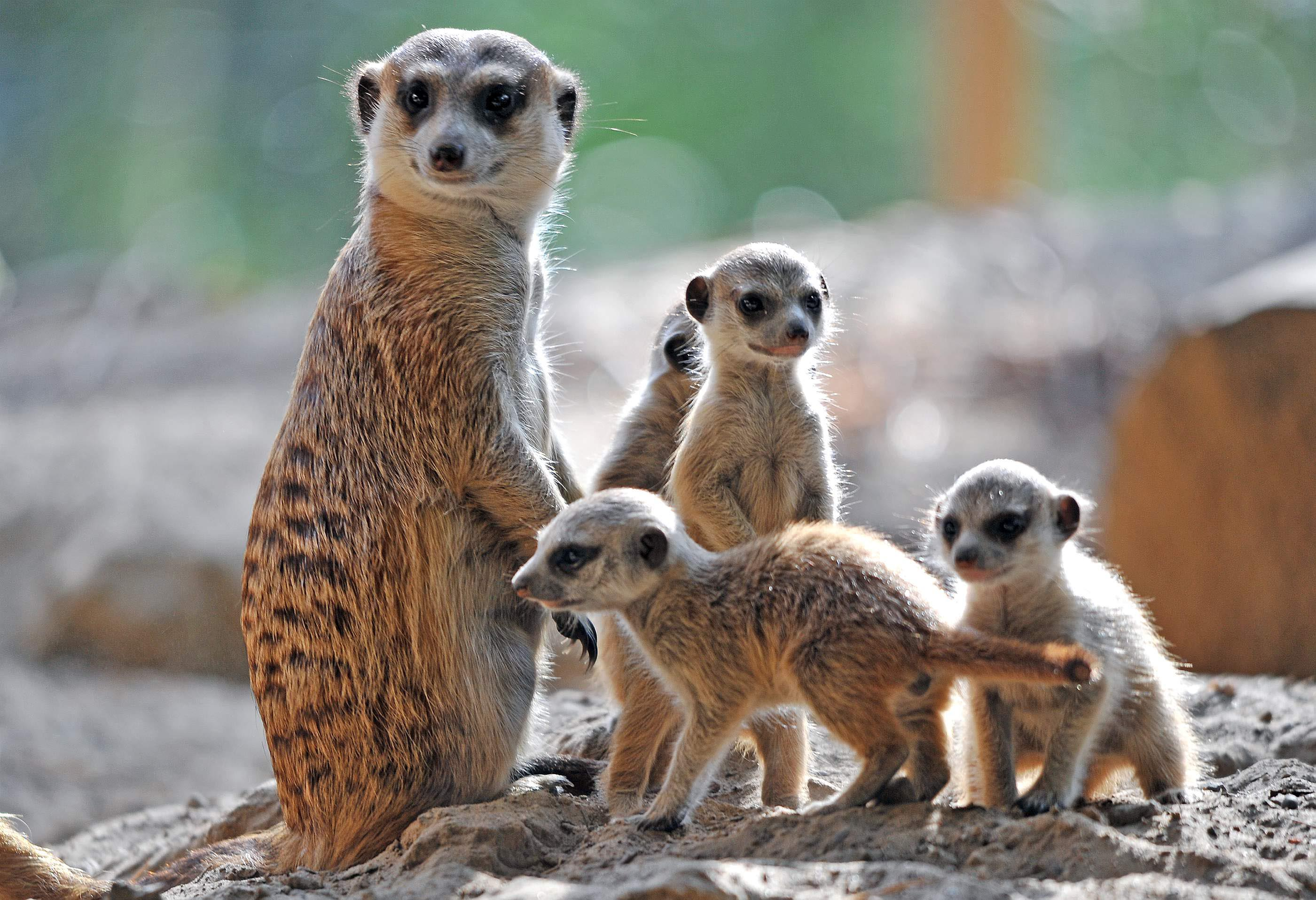
Suricates au zoo de Rostock.

La portée est l'ensemble des petits qu'une même femelle vivipare porte et met bas en une fois. Le terme est en général utilisé pour les mammifères et correspond, par exemple, à une couvée chez les oiseaux.
La portée a un coût physiologique pour les parents (gestation pour la femelle, nourrissage) mais maximise le nombre de descendants. Elle apporte d'une part un bénéfice sur le plan de la protection contre la prédation (il y a plus de chances qu'un des jeunes survive) et permet d'autre part aux parents de favoriser éventuellement celui des jeunes qui possède les plus grandes chances de survie.